# Momina Klisura, Pazardjik
Momina Klisura (în bulgară Момина Клисура) este un sat în comuna Belovo, regiunea Pazardjik,  Bulgaria. 

## Demografie
Componența etnică a satului Momina Klisura
     Bulgari (97,71%)
     Nicio identificare (2,28%)
     Altele (0%)
La recensământul din 2011, populația satului Momina Klisura era de 920 locuitori. Din punct de vedere etnic, majoritatea locuitorilor (97,71%) erau bulgari. Pentru 2,28% din locuitori nu este cunoscută apartenența etnică.